# Jasminum grandiflorum
Espèce
Classification phylogénétique

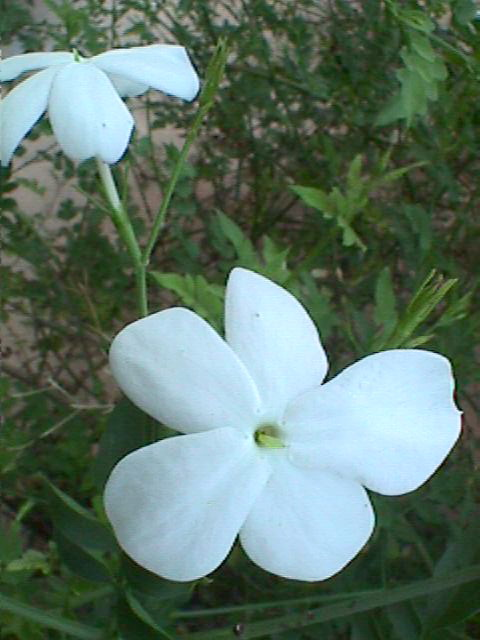
Fleur de J. grandiflorum
(Real Jardín Botánico de Madrid).

Jasminum grandiflorum, le jasmin à grandes fleurs, est une espèce de plantes à fleurs du genre Jasminum et de la famille des Oleaceae.
Appelé couramment jasmin d'Espagne, il fait l’objet d’une culture spécifique dans la ville de Grasse depuis le milieu du XVIIe siècle pour son utilisation dans les industries de la parfumerie.
La fleur de Jasminum grandiflorum a un parfum unique et doux, floral, fruité, animal et poudré.
Carl von Linné le décrit pour la première fois en 1762 en page 9 de l'édition 2, tome 1 de son ouvrage de référence, "Species plantarum".

## Description
Jasminum grandiflorum se présente comme un  arbrisseau d’environ 2 à 4 m de haut. Les rameaux sont verts, glabres et striés. Le feuillage est caduc à semi-persistant.
Les  feuilles, opposées, sont de 5 à 12 cm de long, imparipennées avec de 5 à 11 folioles. La paire supérieure de folioles est élargie à la base, confluentes entre elles et avec la foliole supérieure. Cette dernière est ovale, lancéolée et acuminée.
Les fleurs sont groupées par 2 à 9, en cyme axillaires ou terminales. Le pédicelle de la première fleur centrale est plus court que les suivants (voir fig.1, photo en haut du cadre). Les bractées sont linéaires. Chaque fleur individuelle est blanche et constituée d'un calice en cupule s'ouvrant en 5 lobes subulés-linéaires, de 5-12 mm de long, et d’une corolle comportant un tube basal de 13 à 25 mm et un limbe de 5 lobes oblongs, de 13 à 22 mm de long,.
La floraison très parfumée débute en mai et se poursuit jusqu'en septembre (dans le sud de la France).
Jasminum grandiflorum se distingue de Jasminum officinale par sa corolle plus grande 13-22 × 8-14 mm (contre  6-12 × 3-8 mm pour J. officinale) et par un pédicelle de la fleur centrale de la cyme plus court que les latéraux (pour J. officinale ils sont de même taille).

## Écologie
Originaire de l'ouest de l'Himalaya, Jasminum grandiflorum a une distribution s’étendant de l'Inde du nord-ouest (Himachal Pradesh, Jammu et Cachemire), du Pakistan, à la péninsule arabique et en Afrique (Éthiopie, Somalie, Soudan, Kenya, Ouganda, Rwanda).
Au Pakistan, il pousse à l’état sauvage  dans le  Salt Range et dans le Rawalpindi District à une altitude comprise entre 500-1500 m.

## Culture
Jasminum grandiflorum est cultivé dans de nombreux pays où il s'est éventuellement naturalisé : Tunisie, Algérie, Maroc, Égypte, Italie, France, Espagne.
Il est associé au développement de Grasse, comme centre de l'industrie du parfum français, au début du XVIIe siècle.
Il se plante dans des sols riches et frais, bien drainé, à l’abri du vent. Il supporte le calcaire. Un peu moins rustique que le jasmin officinal, il peut geler en dessous de −6 °C.

## Utilisation

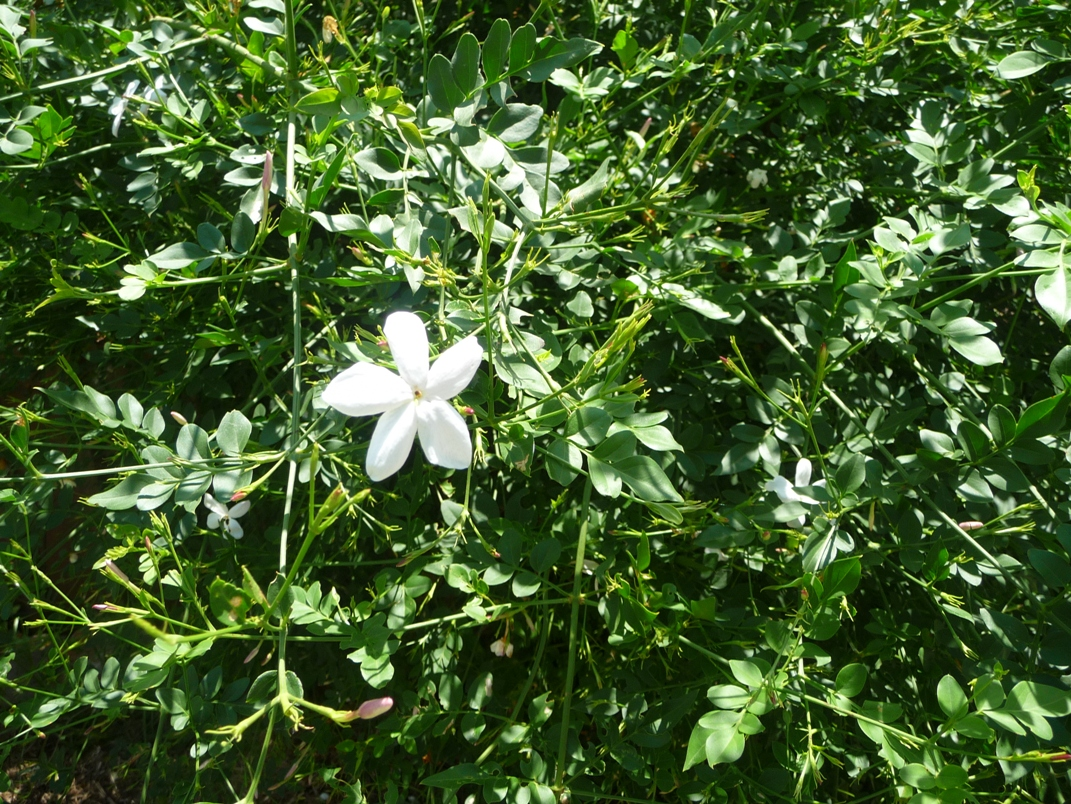
Jasminum grandiflorum.

### Plante ornementale
Il est largement cultivé comme plante ornementale dans les régions subtropicales et tempérées chaudes.
Le jasmin (Jasminum grandiflorum) est devenu la fleur emblématique de la Tunisie.

### Parfumerie
Pour l’industrie de la parfumerie, Jasminum grandiflorum est aujourd’hui produit principalement en Inde et en Égypte, mais aussi à échelle plus réduite en France, au Maroc et en Italie.
La récolte du jasmin de Grasse (aujourd'hui devenu rare) se déroule pendant le mois d'août. Les fleurs doivent être cueillies juste avant l'aube et traitées le plus rapidement possible.
Pour obtenir un kilogramme d'essence absolue de jasmin, il faut recueillir environ sept millions de fleurs. Autant dire que le jasmin naturel est cher, réservé aux parfums de luxe, dont la plupart eux-mêmes préfèrent employer une version synthétique. La maison Patou continue malgré tout de l'utiliser. Il faut dire que le jasmin, mêlé à la rose, avait fait le grand succès du parfum Joy (1930), pour lequel Jean Patou disait qu'il fallait 10 600 fleurs de jasmin pour produire une once de parfum.
Les principes odorants du jasmin étaient traditionnellement  extraits selon la technique de l’enfleurage.
Mais depuis la fin du XIXe siècle, cette technique très ancienne a presque été totalement supplantée par les méthodes d’extraction aux solvants volatils.
L’étude du jasmonate de méthyle, isolé à partir d’absolue de Jasminum grandiflorum, a contribué à la découverte de la structure moléculaire des phytohormones du type jasmonate 

## Sous-Espèces et Synonymes
- Jasminum grandiflorum subsp. floribundum (R.Br. ex Fresen.) P.S.Green (1986)
  - Jasminum aureum D.Don (1825
  - Jasminum catalonicum DC. (1844), pro syn.
  - Jasminum floribundum var. decipiens (Di Capua) Fiori (1912)
  - Jasminum floribundum f. decipiens Di Capua (1904)
  - Jasminum floribundum var. steudneri (Schweinf. ex Baker) Gilg & G.Schellenb. (1913)
  - Jasminum grandiflorum var. plenum Voigt (1845)
  - Jasminum hispanicum DC. (1844), pro syn.
  - Jasminum officinale f. grandiflorum (L.) Kobuski (1932)
  - Jasminum officinale subsp. grandiflorum (L.) E.Laguna (2006)
  - Jasminum officinale var. grandiflorum (L.) Stokes1830)
- Jasminum grandiflorum subsp. grandiflorum
  - Jasminum floribundum R.Br. ex Fresen. (1837)
  - Jasminum steudneri Schweinf. ex Baker (1902)